# 栂 (駆逐艦)
| 画像をアップロード |                                                         |
| 艦歴               |                                                         |
| 計画               | 1917年度（八四艦隊計画）                                |
| 起工               | 1919年3月5日                                            |
| 進水               | 1920年4月17日                                           |
| 就役               | 1920年7月20日                                           |
| その後             | 1945年1月15日戦没                                       |
| 除籍               | 1945年3月10日                                           |
| 性能諸元           |                                                         |
| 排水量             | 基準：770t                                              |
| 全長               | 83.82m                                                  |
| 全幅               | 7.93m                                                   |
| 吃水               | 2.44m                                                   |
| 主缶               | ロ号艦本式罐・重油焚3缶                                 |
| 主機               | オールギアードタービン2基2軸 21,500hp                   |
| 最大速力           | 36.0kt                                                  |
| 航続距離           | 14ktで3000海里                                          |
| 燃料               | 重油250t                                                |
| 乗員               | 107名                                                   |
| 兵装               | 12cm単装砲3門 53cm連装魚雷発射管2基4門 6.5mm単装機銃2基 |

栂（つが）は、日本海軍の駆逐艦。樅型駆逐艦の8番艦である。

## 艦歴
1919年（大正8年）3月5日、石川島造船所で起工。1920年（大正9年）4月17日進水。7月20日竣工。
1937年（昭和12年）、日中戦争に参戦。揚子江流域の作戦に従事。揚子江遡航作戦中の1938年7月3日の安慶泊地空襲の際に「栂」は撃墜された敵機から兵器図誌等を押収した。
1941年（昭和16年）、太平洋戦争に参戦。上海方面での船団護衛、哨戒作戦に従事。
1945年（昭和20年）1月15日、高雄付近で米空母艦載機の攻撃を受け沈没。

## 歴代艦長
※『艦長たちの軍艦史』374-375頁による。

### 艤装員長
- 公家種次 少佐：1920年3月15日[2] - 1920年4月20日[3]
- （兼）公家種次 少佐：1920年4月20日[3] -

### 駆逐艦長
- 公家種次 少佐：1920年4月20日[3] - 1920年12月1日[4]
- 成田二郎 少佐：1920年12月1日 - 1921年4月16日[5]
- 郷田喜一郎 少佐：1921年4月16日 - 1921年12月1日
- 柏木英 少佐：1921年12月1日 - 1922年9月20日
- 高島田政耕 少佐：1922年9月20日 - 1923年11月10日[6]
- （心得）河原金之輔 大尉：1923年11月10日 - 不詳
- 河原金之輔 少佐：不詳 - 1924年12月1日[7]
- 石橋三郎 少佐：1924年12月1日[7] - 1925年6月29日[8]
- 境澄信 少佐：1925年6月29日[8] - 1925年12月1日[9]
- 崎山釈夫 大尉：1925年12月1日 - 1926年12月1日
- 原忠一 少佐：1926年12月1日 - 1927年12月1日
- 大藤正直 少佐：1927年12月1日[10] - 1928年2月1日[11]
- 河原金之輔 少佐：1928年2月1日 - 1928年12月10日
- 西村義治 少佐：1928年12月10日 - 1929年11月30日
- 大西敬一 少佐：1929年11月30日 - 1930年4月20日[12]
- 小西要人 少佐：1930年4月20日 - 1931年4月15日[13]
- 山本岩多 大尉：1931年4月15日 - 1933年5月1日[14]
- 脇田喜一郎 少佐：1933年5月1日 - 1935年10月31日
- 轟万作 少佐：1935年10月31日 - 1936年12月1日
- 本田勝熊 少佐：1936年12月1日 - 1937年9月14日[15]
- 法元廉 少佐：1937年9月14日 - 1938年6月1日[16]
- 仙波繁雄 少佐：1938年6月1日 - 1938年12月15日[17]
- 大河原肇 少佐：1938年12月15日 - 1939年7月20日[18]
- 橋本金松 大尉：1939年7月20日 - 1940年10月15日[19]
- 西野繁 少佐：1940年10月15日 -
- 森新一 大尉：1942年8月1日 -
- 平田正明 少佐：1943年3月15日 -
- 國谷正信 大尉：1944年3月1日 -
- 吉井俊雄 少佐：1944年12月2日 -